# هونغتشون (محافظة)
هونغتشون وبالإنجليزية Hongcheon هي مدينة ومحافظة تقع في وسط مقاطعة غانغوون في كوريا الجنوبية.

## المناخ
يظهر الجدول التالي التغييرات المناخية على مدار السنة لهونغتشون:
| البيانات المناخية لـهونغتشون                                                  | البيانات المناخية لـهونغتشون | البيانات المناخية لـهونغتشون | البيانات المناخية لـهونغتشون | البيانات المناخية لـهونغتشون | البيانات المناخية لـهونغتشون | البيانات المناخية لـهونغتشون | البيانات المناخية لـهونغتشون | البيانات المناخية لـهونغتشون | البيانات المناخية لـهونغتشون | البيانات المناخية لـهونغتشون | البيانات المناخية لـهونغتشون | البيانات المناخية لـهونغتشون | البيانات المناخية لـهونغتشون |
| الشهر                                                                         | يناير                        | فبراير                       | مارس                         | أبريل                        | مايو                         | يونيو                        | يوليو                        | أغسطس                        | سبتمبر                       | أكتوبر                       | نوفمبر                       | ديسمبر                       | المعدل السنوي                |
| ----------------------------------------------------------------------------- | ---------------------------- | ---------------------------- | ---------------------------- | ---------------------------- | ---------------------------- | ---------------------------- | ---------------------------- | ---------------------------- | ---------------------------- | ---------------------------- | ---------------------------- | ---------------------------- | ---------------------------- |
| الدرجة القصوى °م (°ف)                                                         | 14.1 (57.4)                  | 19.8 (67.6)                  | 23.9 (75.0)                  | 32.5 (90.5)                  | 35.0 (95.0)                  | 36.2 (97.2)                  | 38.3 (100.9)                 | 41.0 (105.8)                 | 34.5 (94.1)                  | 29.1 (84.4)                  | 25.6 (78.1)                  | 16.7 (62.1)                  | 41.0 (105.8)                 |
| متوسط درجة الحرارة الكبرى °م (°ف)                                             | 1.6 (34.9)                   | 5.1 (41.2)                   | 11.2 (52.2)                  | 19.3 (66.7)                  | 24.2 (75.6)                  | 28.0 (82.4)                  | 29.5 (85.1)                  | 30.2 (86.4)                  | 25.9 (78.6)                  | 19.9 (67.8)                  | 11.3 (52.3)                  | 4.1 (39.4)                   | 17.5 (63.5)                  |
| المتوسط اليومي °م (°ف)                                                        | −5.5 (22.1)                  | −2.3 (27.9)                  | 3.7 (38.7)                   | 10.8 (51.4)                  | 16.3 (61.3)                  | 21.0 (69.8)                  | 24.0 (75.2)                  | 24.2 (75.6)                  | 18.7 (65.7)                  | 11.6 (52.9)                  | 4.1 (39.4)                   | −2.6 (27.3)                  | 10.3 (50.5)                  |
| متوسط درجة الحرارة الصغرى °م (°ف)                                             | −11.5 (11.3)                 | −8.4 (16.9)                  | −2.6 (27.3)                  | 3.1 (37.6)                   | 9.4 (48.9)                   | 15.3 (59.5)                  | 20.0 (68.0)                  | 20.1 (68.2)                  | 14.0 (57.2)                  | 5.9 (42.6)                   | −1.4 (29.5)                  | −8.0 (17.6)                  | 4.7 (40.5)                   |
| أدنى درجة حرارة °م (°ف)                                                       | −28.1 (−18.6)                | −24.8 (−12.6)                | −16.8 (1.8)                  | −8.0 (17.6)                  | 0.2 (32.4)                   | 4.7 (40.5)                   | 9.9 (49.8)                   | 8.5 (47.3)                   | 0.4 (32.7)                   | −6.4 (20.5)                  | −14.7 (5.5)                  | −22.8 (−9.0)                 | −28.1 (−18.6)                |
| الهطول مم (إنش)                                                               | 20.4 (0.80)                  | 25.7 (1.01)                  | 45.6 (1.80)                  | 66.2 (2.61)                  | 105.2 (4.14)                 | 140.6 (5.54)                 | 397.0 (15.63)                | 316.3 (12.45)                | 178.9 (7.04)                 | 49.5 (1.95)                  | 40.9 (1.61)                  | 19.1 (0.75)                  | 1٬405٫4 (55.33)              |
| متوسط أيام هطول الأمطار (≥ 0.1 mm)                                            | 6.2                          | 6.0                          | 7.6                          | 7.1                          | 8.4                          | 9.8                          | 14.9                         | 13.9                         | 8.0                          | 5.4                          | 7.0                          | 6.4                          | 100.7                        |
| متوسط الأيام المثلجة                                                          | 7.4                          | 5.7                          | 3.6                          | 0.4                          | 0.0                          | 0.0                          | 0.0                          | 0.0                          | 0.0                          | 0.1                          | 2.1                          | 5.7                          | 24.7                         |
| متوسط الرطوبة النسبية (%)                                                     | 69.5                         | 66.1                         | 62.5                         | 57.8                         | 63.9                         | 69.3                         | 77.4                         | 77.2                         | 75.8                         | 72.7                         | 70.7                         | 70.8                         | 69.5                         |
| ساعات سطوع الشمس الشهرية                                                      | 161.1                        | 168.7                        | 195.7                        | 214.6                        | 224.8                        | 204.0                        | 159.3                        | 175.7                        | 175.8                        | 182.8                        | 145.7                        | 150.5                        | 2٬163٫7                      |
| نسبة وصول أشعة الشمس                                                          | 52.6                         | 55.4                         | 52.8                         | 54.3                         | 51.1                         | 46.2                         | 35.5                         | 41.7                         | 47.1                         | 52.5                         | 47.8                         | 50.4                         | 48.6                         |
| المصدر: Korea Meteorological Administration (percent sunshine and snowy days) |                              |                              |                              |                              |                              |                              |                              |                              |                              |                              |                              |                              |                              |

## أعلام
- إي يونغ بيو